# Marion Rolland
Marion Rolland (Saint-Martin-d'Hères, 17 ottobre 1982) è un'ex sciatrice alpina francese specialista delle gare veloci e in particolar modo della discesa libera, di cui si è laureata campionessa del mondo nel 2013.

## Biografia

### Stagioni 1998-2008
Originaria di Pallud e attiva in gare FIS dal dicembre del 1997, in Coppa Europa la Rolland ha esordito il 16 dicembre 1998 a Megève in supergigante, senza completare la prova, e ha conquistato il primo podio il 14 marzo 2003 a Piancavallo in discesa libera (2ª).
Ha debuttato in Coppa del Mondo il 30 gennaio 2004, quando ha preso parte alla discesa libera di Haus giungendo 37ª. Ha conquistato i primi punti nella competizione un anno dopo con il 12º posto nella discesa libera di San Sicario del 26 febbraio 2005. Il 24 gennaio 2006 ha ottenuto la sua unica vittoria in Coppa Europa, a Megève in supergigante, e il 31 gennaio 2008 il suo ultimo podio nel circuito, a Tarvisio in discesa libera (3ª).

### Stagioni 2009-2010
Ai Mondiali di Val-d'Isère 2009, i primi ai quali ha partecipato, ha ottenuto il 5º posto nella prova di discesa libera vinta dalla statunitense Lindsey Vonn: si è trattato di un risultato di rilievo giunto a sorpresa, considerato che la Rolland in Coppa del Mondo non si era mai piazzata fino a quel momento nelle prime dieci in alcuna gara. Si è inoltre classificata 16ª nel supergigante e 18ª nella supercombinata.
Ai XXI Giochi olimpici invernali di Vancouver 2010, sua unica presenza olimpica, è incappata in una banale caduta dopo appena cinque secondi nella gara di discesa libera, che però ha comportato gravi conseguenze: rottura del legamento crociato anteriore del ginocchio sinistro, lo stesso infortunio patito già due anni prima.

### Stagioni 2011-2015
Ai Mondiali di Garmisch-Partenkirchen 2011 si è piazzata 20ª nella discesa libera e 21ª nel supergigante. Il 14 marzo 2012 ha conquistato il primo podio, un secondo posto, in Coppa del Mondo nella discesa disputata sulle nevi austriache di Schladming, a cui è seguito un terzo posto nel supergigante disputato il giorno successivo, suo ultimo podio nel circuito.
Il 10 febbraio 2013 ha vinto la medaglia d'oro nella discesa libera ai Mondiali di Schladming, suo congedo iridato, davanti a Nadia Fanchini e Maria Riesch; nel supergigante invece è stata 22ª. Si è ritirata durante la stagione 2014-2015 e la sua ultima gara è stata il supergigante di Coppa del Mondo disputato a Cortina d'Ampezzo il 19 gennaio, non completato dalla Rolland.

## Palmarès

### Mondiali
- 1 medaglia:
  - 1 oro (discesa libera a Schladming 2013)

### Coppa del Mondo
- Miglior piazzamento in classifica generale: 23ª nel 2012
- 2 podi:
  - 1 secondo posto
  - 1 terzo posto

### Coppa Europa
- Miglior piazzamento in classifica generale: 43ª nel 2006
- 4 podi:
  - 1 vittoria
  - 1 secondo posto
  - 2 terzi posti

#### Coppa Europa - vittorie
| Data            | Località | Paese   | Specialità |
| --------------- | -------- | ------- | ---------- |
| 24 gennaio 2006 | Megève   | Francia | SG         |

Legenda:

SG = supergigante

### Campionati francesi
- 10 medaglie[1]:
  - 7 ori (discesa libera nel 2005; discesa libera nel 2008; discesa libera nel 2011; discesa libera, supergigante nel 2012; discesa libera, supergigante nel 2013)
  - 3 argenti (supergigante nel 2005; supergigante nel 2008; supergigante nel 2009)